# 哥伦比亚冰原

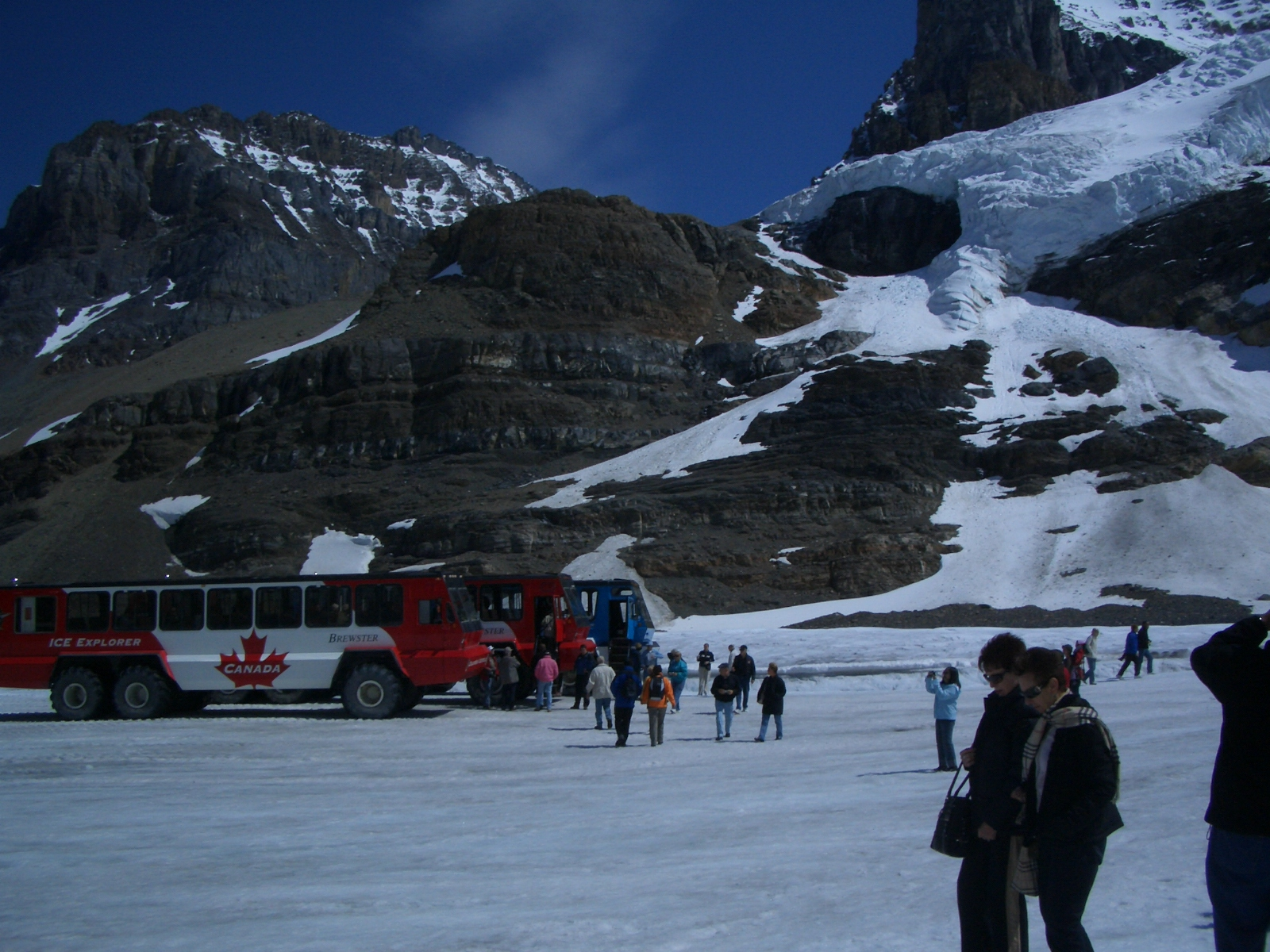
哥伦比亚冰原的游客

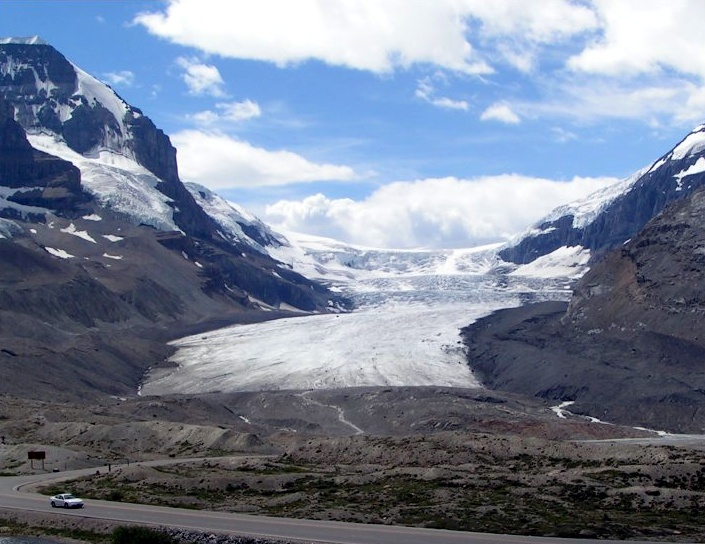
阿萨巴斯卡冰川

哥伦比亚冰原（英語：Columbia Icefield）是位于加拿大落基山脉的一个冰原，横跨北美洲大陆分水岭。冰原的一部分位于班夫国家公园的西北角和贾斯珀国家公园的南端。面积大约为325平方公里，厚度为100到365米，每年降雪量约为7米。
从冰原公路可以看到阿萨巴斯卡冰川，从1844年开始，阿萨巴斯卡冰川明显消融。夏天，游客可以乘坐大巴在冰川上观光。
阿萨巴斯卡河、北萨斯喀彻温河以及哥伦比亚河都发源于哥伦比亚冰原。这里是北美洲水文最高点，水向北流入北冰洋，向东流入大西洋，向南向西流入太平洋。